# Церква святого Димитрія (Тернопіль)
Церква святого Димитрія в Тернополі — парафія і храм Тернопільсько-Зборівської архієпархії Української греко-католицької церкви в Тернополі (деканат м. Тернополя — Центральний).

## Історія церкви
Парафія утворена у 1998 році. Спочатку громада з вулиць Тернополя та села Великі Гаї планувала будувати храм на ділянці в селі, але згодом вирішила звести його в межах міста. Землю під будівництво виділила голова агрофірми «Поділля» Леся Дідоренко, а дозвіл від міської ради отримали у 1998 році.
У 1999 році на свято Різдва Христового освятили хрест на місці майбутньої церкви. Того ж року, на празник святого Димитрія, єпископ Михаїл Сабрига освятив тимчасову капличку, де богослужіння проводили до 2004 року, та наріжний камінь під будівництво храму. Першу Літургію в новозбудованому храмі в день святого Володимира відслужив о. Йосиф Янішевський зі своїми синами, священниками Володимиром та Андрієм. Архітектором був Михайло Нетриб'як.
Серед жертводавців були парафіяни та багато інших людей, включаючи Андрія Дмитраша, Богдана Пришляка, а також Антоніо Гвардієрі з родиною з Італії. Син пароха о. Йосифа, о. Володимир Янішевський, організував збір коштів у Канаді.
У 2006 році владика Василій Семенюк освятив храм, а у 2011 році здійснив візитацію парафії та освятив іконостас. На території парафії встановлено фігуру Непорочного Зачаття Пресвятої Богородиці.
При парафії діють такі спільноти та організації:
- Братство Матері Божої Неустанної Помочі.
- Українська молодь — Христові.
- Марійська і Вівтарна дружини.
- Спільнота «Матері в молитві».

## Парохи
- о. Йосиф Янішевський (з 2009).